# Super Rugby 2012
Die Saison 2012 war die zweite Ausgabe von Super Rugby, einem Rugby-Union-Wettbewerb mit 15 Franchise-Mannschaften aus Australien, Neuseeland und Südafrika. Von 1996 bis 2005 hieß der Wettbewerb Super 12, von 2006 bis 2010 Super 14. Die Saison begann am 24. Februar 2012 und endete mit dem Finale am 4. August 2012. Es wurden insgesamt 125 Spiele ausgetragen. Die 15 Teams wurden in drei Conferences eingeteilt, die den drei Ländern entsprachen. Den Titel gewannen erstmals die Chiefs aus Hamilton.

## Modus
Jedes Team spielte in der regulären Saison nach folgendem Muster:
- Innerhalb der Conference: Jedes Team absolvierte je zwei Spiele gegen die vier anderen Teams in seiner Conference (ein Heim- und Auswärtsspiel).
- Übrige Conferences: Jedes Team absolvierte Heimspiele gegen vier Vertreter aus den übrigen Conferences sowie Auswärtsspiele gegen vier andere Vertreter (dadurch fehlte eine Begegnung mit je einem Vertreter aus den Conferences).

Die bestklassierten Teams der drei Conferences sowie die drei nächstklassierten Teams in der Gesamttabelle (Wildcard) zogen in die Play-offs ein. Die zwei besseren Conference-Sieger erhielten für das Viertelfinale ein Freilos. In diesem traf der dritte Conference-Sieger auf das drittplatzierte Wildcard-Team, während das bestplatzierte Wildcard-Team auf das zweitplatzierte traf. Es folgten Halbfinale und Finale, wobei das Heimrecht aufgrund der höheren Platzierung in der Gesamttabelle ermittelt wurde.

## Ergebnisse

### Australische Conference
|     | Team     | Runden | Siege | Unent. | Ndlg. | Freilos | Spiel- punkte | Diff. | Bonus- punkte | Tabellen- punkte |
| --- | -------- | ------ | ----- | ------ | ----- | ------- | ------------- | ----- | ------------- | ---------------- |
| 01. | Reds     | 18     | 11    | 0      | 5     | 2       | 359:347       | + 12  | 6             | 58               |
| 02. | Brumbies | 18     | 10    | 0      | 6     | 2       | 404:331       | + 73  | 10            | 58               |
| 03. | Waratahs | 18     | 4     | 0      | 12    | 2       | 346:407       | − 61  | 11            | 35               |
| 04. | Rebels   | 18     | 4     | 0      | 12    | 2       | 362:620       | − 258 | 8             | 32               |
| 05. | Force    | 18     | 3     | 0      | 13    | 2       | 306:440       | − 137 | 7             | 27               |

### Neuseeländische Conference
|     | Team        | Runden | Siege | Unent. | Ndlg. | Freilos | Spiel- punkte | Diff. | Bonus- punkte | Tabellen- punkte |
| --- | ----------- | ------ | ----- | ------ | ----- | ------- | ------------- | ----- | ------------- | ---------------- |
| 01. | Chiefs      | 18     | 12    | 0      | 4     | 2       | 444:358       | + 86  | 8             | 64               |
| 02. | Crusaders   | 18     | 11    | 0      | 5     | 2       | 485:343       | + 142 | 9             | 61               |
| 03. | Hurricanes  | 18     | 10    | 0      | 6     | 2       | 489:429       | + 60  | 9             | 57               |
| 04. | Highlanders | 18     | 9     | 0      | 7     | 2       | 359:385       | − 26  | 6             | 50               |
| 05. | Blues       | 18     | 4     | 0      | 12    | 2       | 359:430       | − 71  | 6             | 32               |

### Südafrikanische Conference
|     | Team     | Runden | Siege | Unent. | Ndlg. | Freilos | Spiel- punkte | Diff. | Bonus- punkte | Tabellen- punkte |
| --- | -------- | ------ | ----- | ------ | ----- | ------- | ------------- | ----- | ------------- | ---------------- |
| 01. | Stormers | 18     | 14    | 0      | 2     | 2       | 350:254       | + 96  | 2             | 66               |
| 02. | Bulls    | 18     | 10    | 0      | 6     | 2       | 472:369       | + 103 | 11            | 59               |
| 03. | Sharks   | 18     | 10    | 0      | 6     | 2       | 436:348       | + 88  | 11            | 59               |
| 04. | Cheetahs | 18     | 5     | 0      | 11    | 2       | 391:458       | − 67  | 10            | 38               |
| 05. | Lions    | 18     | 3     | 0      | 13    | 2       | 317:460       | − 143 | 5             | 25               |

### Gesamttabelle
|     | Team        | Runden | Siege | Unent. | Ndlg. | Freilos | Spiel- punkte | Diff. | Bonus- punkte | Tabellen- punkte |
| --- | ----------- | ------ | ----- | ------ | ----- | ------- | ------------- | ----- | ------------- | ---------------- |
| 01. | Stormers    | 18     | 14    | 0      | 2     | 2       | 350:254       | + 96  | 2             | 66               |
| 02. | Chiefs      | 18     | 12    | 0      | 4     | 2       | 444:358       | + 86  | 8             | 64               |
| 03. | Reds        | 18     | 11    | 0      | 5     | 2       | 359:347       | + 12  | 6             | 58               |
| 04. | Crusaders   | 18     | 11    | 0      | 5     | 2       | 485:343       | + 142 | 9             | 61               |
| 05. | Bulls       | 18     | 10    | 0      | 6     | 2       | 436:348       | + 88  | 11            | 59               |
| 06. | Sharks      | 18     | 10    | 0      | 6     | 2       | 436:348       | + 88  | 11            | 59               |
| 07. | Brumbies    | 18     | 10    | 0      | 6     | 2       | 404:331       | + 73  | 10            | 58               |
| 08. | Hurricanes  | 18     | 10    | 0      | 6     | 2       | 489:429       | + 60  | 9             | 57               |
| 09. | Highlanders | 18     | 9     | 0      | 7     | 2       | 359:385       | − 26  | 6             | 50               |
| 10. | Cheetahs    | 18     | 5     | 0      | 11    | 2       | 391:458       | − 67  | 10            | 38               |
| 11. | Waratahs    | 18     | 4     | 0      | 12    | 2       | 346:407       | − 61  | 11            | 35               |
| 12. | Blues       | 18     | 4     | 0      | 12    | 2       | 359:430       | − 71  | 8             | 32               |
| 13. | Rebels      | 18     | 4     | 0      | 12    | 2       | 362:620       | − 258 | 8             | 32               |
| 14. | Force       | 18     | 3     | 0      | 13    | 2       | 306:440       | − 134 | 7             | 27               |
| 15. | Lions       | 18     | 3     | 0      | 13    | 2       | 317:460       | − 143 | 5             | 25               |

Die Punkte werden wie folgt verteilt:
- 4 Punkte bei einem Sieg
- 2 Punkte bei einem Unentschieden
- 0 Punkte bei einer Niederlage (vor möglichen Bonuspunkten)
- 1 Bonuspunkt für vier oder mehr Versuche, unabhängig vom Endstand
- 1 Bonuspunkt bei einer Niederlage mit weniger als sieben Punkten Unterschied
- Jedes Teams hat zwei Freilose und erhält dafür je vier Punkte gutgeschrieben

## Finalrunde

### Viertelfinale
| 21. Juli 2012 19:35 NZST | Crusaders | 28 : 13        | Bulls                                                                          | Rugby League Park, Christchurch Zuschauer: 16.000 Schiedsrichter: Jaco Peyper (Südafrika) |
| 21. Juli 2012 19:35 NZST | Versuche: Guildford 26. erh. Erhöhungen: Carter (1/1) Straftritte: Carter (6/7) 7., 11., 48., 52., 71., 80. Dropgoals: Carter (1/1) 34. | (16:3) Bericht | Versuche: Potgieter 63. n.erh. Olivier 78. n.erh. Straftritte: Steyn (1/1) 38. | Rugby League Park, Christchurch Zuschauer: 16.000 Schiedsrichter: Jaco Peyper (Südafrika) |

| 21. Juli 2012 19:40 AEST | Reds | 17 : 30           | Sharks | Suncorp Stadium, Brisbane Zuschauer: 36.571 Schiedsrichter: Jonathan Kaplan (Südafrika) |
| 21. Juli 2012 19:40 AEST | Versuche: Genia 37. erh. Samo 80.+ erh. Erhöhungen: Harris (1/1) Genia (1/1) Straftritte: Harris (1/2) 28. | (10 : 20) Bericht | Versuche: Pietersen 11. erh. Jordaan 23. erh. McLeod 43. erh. Erhöhungen: Michalak (3/3) Straftritte: Michalak (2/2) 10., 77. Dropgoals: Michalak (1/1) 30. | Suncorp Stadium, Brisbane Zuschauer: 36.571 Schiedsrichter: Jonathan Kaplan (Südafrika) |

### Halbfinale
| 27. Juli 2012 19:35 NZST | Chiefs                                                                                                  | 20 : 17           | Crusaders                                                                                          | Waikato Stadium, Hamilton Zuschauer: 25.100 Schiedsrichter: Craig Joubert (Südafrika) |
| 27. Juli 2012 19:35 NZST | Versuche: Taumalolo 26. erh. Messam 34. erh. Erhöhungen: Cruden (2/2) Straftritte: Cruden (2/5) 3., 50. | (17 : 11) Bericht | Versuche: Crotty 40. n. erh. Erhöhungen: Carter (0/1) Straftritte: Carter (4/5) 15., 32., 45., 62. | Waikato Stadium, Hamilton Zuschauer: 25.100 Schiedsrichter: Craig Joubert (Südafrika) |

| 28. Juli 2012 18:05 SAST | Stormers                                                                                    | 19 : 26          | Sharks | Newlands Stadium, Kapstadt Zuschauer: 48.000 Schiedsrichter: Steve Walsh (Australien) |
| 28. Juli 2012 18:05 SAST | Versuche: Aplon 67. erh. Erhöhungen: Grant (1/1) Straftritte: Grant (4/5) 7., 40., 57., 72. | (6 : 13) Bericht | Versuche: Ludik 35. erh. Pietersen 59. erh. Erhöhungen: Michalak (2/2) Straftritte: Michalak (2/2) 13., 45. Dropgoals: Michalak (2/4) 19., 75. | Newlands Stadium, Kapstadt Zuschauer: 48.000 Schiedsrichter: Steve Walsh (Australien) |

### Finale
| 4. August 2012 19:35 NZST | Chiefs | 37 : 6         | Sharks                              | Waikato Stadium, Hamilton Zuschauer: 25.100 Schiedsrichter: Steve Walsh (Australien) |
| 4. August 2012 19:35 NZST | Versuche: Nanai-Williams 19. erh. Thompson 46. erh. Masaga 61. erh. Williams 77. erh. Erhöhungen: Cruden (4/4) 20., 47., 62., 78. Straftritte: Cruden (3/5) 25., 34., 72. | (13:3) Bericht | Straftritte: Michalak (2/2) 6., 52. | Waikato Stadium, Hamilton Zuschauer: 25.100 Schiedsrichter: Steve Walsh (Australien) |